# دام (فیلم ۱۹۴۶)
دام (انگلیسی: The Trap) فیلمی در ژانر مرموز است، که در سال ۱۹۴۶ منتشر شد.